# Рігельман Олександр Іванович
Олександр Іванович Рігельман (1720, Санкт-Петербург — 23 жовтня (3 листопада) 1789) — дослідник історії України, війьковий інженер з німецького шляхетського роду, генерал-майор російської армії (з 1771).

## Життєпис
Народився в Петербурзі 1720 р. і рано залишився круглим сиротою. Є вихідцем із німецької дворянської родини. 1713 року його батьки прибули до Росії. 1738 року він закінчив Петербурзький шляхетський корпус. Проходив військову службу в Києві.
Був учасником російсько-турецьких воєн 1739 р. та 1768—1774 рр. В подальшому опинився на півдні України, де бере участь у розмежуванні кордону між Російською та Османською імперіями. Значну частину свого життя присвятив будівництву, ремонту і реконструкції багатьох фортець.
1782 року вийшов у відставку в ранзі генерал-майора та поселився в родовому маєтку своєї дружини, яка походила з козацько-старшинського роду Лизогубів, в селі Андріївка поблизу Чернігова і присвятився улюбленій ним науковій роботі, зокрема в царині історії України. Тут він прожив безвиїзно сім років.
Помер 23 жовтня 1789 р., на 69 році життя, і був похований у збудованій ним Михайлівській церкві села Андріївки.

## Творчий доробок

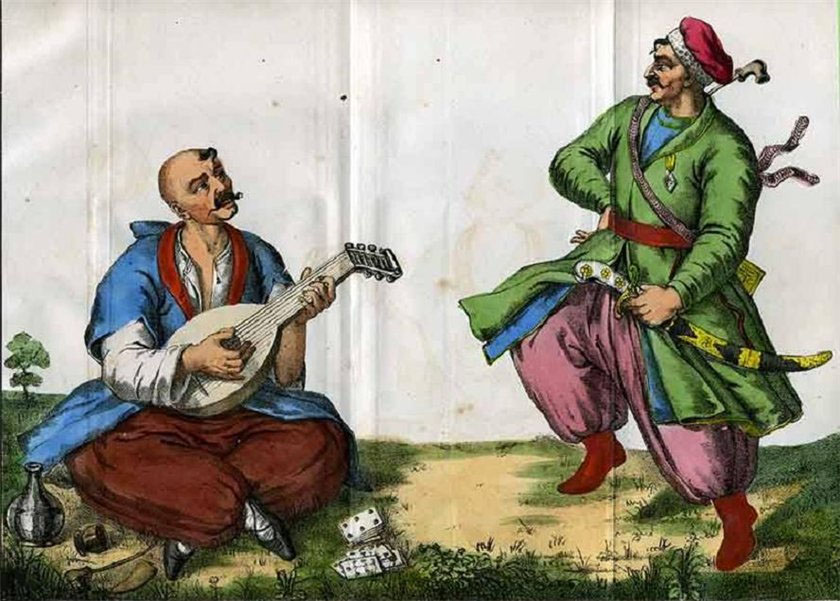
Ілюстрація з книги Олександра Рігельмана «Літописне повіствування про Малу Росію».

Р. — автор «Історії або повіствування про донських козаків» з додатком (17 ілюстрацій і 2 карти; 1778; видав Осип Бодянський, 1846). 1778 року склав «Літописне повіствування про Малу Росію» (ч. 1-4; у 1785-86 переробив і доповнив). Цю працю вперше повністю видав Осип Бодянський у 1847 році в «Чтениях Московского Общества Истории и Древностей». При написанні цієї роботи використав українські козацькі літописи, польські хроніки і мемуари, книгу С. Мишецького «Історія козаків запорозьких», а також власні спостереження та документальні матеріали. Праця Рігельмана з додатком «Список именной всем бывшим в Малой России гетьманам», альбомом (28 портретів та двох карт України) є цінним джерелом з історії України 17-18 ст. Історія України Рігельмана подає повну, систематичну історію від найдавніших часів до 1787. До неї додано також «Особое списание о бывших запорожских казаках», етнографічний опис української людности й 28 малюнків українських типів (у відповідному одязі), виконаних Т. Калинським.
У рукописах залишилися розвідка Р. «Изъяснение о Кизлярской крепости» (1757), збірник планів, карт та ін.

### Казус з походженням воєводи С. Разіна
Згідно з поширеною версією, Разін народився близько 1630 року в станиці Зимовійській  на Дону у родині заможного козака Тимофія Разі. Те, що та сама станиця через 100 років була зазначена романівськими істориками як місце народження ще одного ватажка повстанців — Омеляна Пугачова, завжди наводила на роздуми щодо достовірності цих відомостей. Зокрема, відразу ж у декількох піснях XVII століття батьківщиною Степана Разіна є Черкаськ. Автором версії про те, що Разін народився саме в Зимовійській станиці є Олександр Рігельман.
Це був час, коли після придушення Повстання Пугачова на Дону знищувалася будь-яка пам'ять про отамана. Його рідна станиця Зимовійська була перенесена на протилежний берег Дона і перейменована в Потьомкінську, будинок, в якому народився Пугачов, був спалений. Намагаючись виправдати таку розправу царського уряду над донською станицею, під час створення «Історії або повіствування про донських козаків» О. Рігельман придумав історію, що в Зимовійській народився також і інший "злодій і боговідступник", а тому станиця, буцімто, цілком справедливо покарана Катериною II. Він знав, користуючись джерелами, про участь С. Разіна у Зимовій станиці (донці називали «зимовими станицями» посольства, що відправлялися на всю зиму до Москви за отриманням платні для Війська Донського). Участь у такому посольстві шанувалася у донців за особливу честь, а його учасники носили почесне прізвисько «зимовієць». Одним з таких зимовійців і був Разін. Тож Ригельман знайшов привід для обґрунтування своєї версії, приписавши Степана Тимофійовича до уродженців станиці Зимовійської.  
Доктор історичних наук, професор Ростовського держуніверситету А. П. Пронштейн, аналізуючи на основі великої кількості документів історію виникнення донських козачих містечок в XVI - XVII століттях, писав: «До числа новопосталих до 1672 р містечок відносяться Тішанскій, Перекопський, Ново-Григорівський, Старо-Григорівський, Нижній Чир, Кобилкін, Зимовійко... ». Таким чином, станиця Зимовійська виникла у 1672 році, і відомості про її існування до цього року цілком відсутні. Відповідно, Степан Разін, який народився близько 1630 р., походити зі станиці, яку було засновано лише у 1672 році, просто не міг.

## Родинні зв'язки
- Син — Аркадій, чернігівський повітовий маршал (1815—1818), допомагав історичними матеріалами Д. Бантиш-Каменському.
- Внук — Микола Аркадійович Рігельман, був членом Київської Археографічної Комісії і разом з І. Самчевським редагував виданий Комісією Літопис С. Величка.